# Xã Jubilee, Quận Peoria, Illinois
Xã Jubilee (tiếng Anh: Jubilee Township) là một xã thuộc quận Peoria, tiểu bang Illinois, Hoa Kỳ. Năm 2010, dân số của xã này là 1.695 người.